# Superintendencia del Mercado de Valores
La Superintendencia del Mercado de Valores (siglas: SMV), anteriormente CONASEV (Comisión Nacional Supervisora de Empresas y Valores), es un organismo público descentralizado adscrito al Ministerio de Economía y Finanzas del Perú. Tiene como finalidad promover el mercado de valores, velar por el adecuado manejo de las empresas y normar la contabilidad de las mismas. Asimismo, tiene como finalidad velar por el cumplimiento de la Ley del Mercado de Valores. Tiene como sede la ciudad de Lima.

## Historia
Fue fundada como la "Comisión Nacional de Valores" el 29 de mayo de 1968, durante el primer gobierno del presidente Fernando Belaúnde Terry, e inició sus funciones el 3 de junio de 1970. El golpe de Estado del General Juan Velasco Alvarado interrumpió su implementación, la misma que continuó con la promulgación del Decreto Ley N.º 18302.
El 7 de diciembre de 1972, mediante el Decreto Ley N.º 19648, se ampliaron las competencias de la Comisión, atribuyéndole a esta la supervisión de las personas jurídicas organizadas, y se la renombró como "Comisión Nacional Supervisora de Empresas y Valores" (CONASEV).
El 30 de diciembre de 1992, se expidió el Decreto Ley N.º 26126 que es la norma que regula esta entidad actualmente y la establece como institución pública del Sector Economía y Finanzas.
El 28 de julio de 2011, el último día del segundo gobierno de Alan García, la Comisión Nacional Supervisora de Empresas y Valores se convierte en la "Superintendencia del Mercado de Valores".

## Funciones
De acuerdo a su ley orgánica, la Superintendencia del Mercado de Valores tiene como sus funciones: 
- Estudiar, promover y reglamentar el mercado de valores, controlando a las personas naturales y jurídicas que intervienen en este sentido.
- Velar por la transparencia de los mercados de valores, la correcta formación de precios en ellos y la información necesaria para tales propósitos.
- Promover el adecuado manejo de las empresas y normar la contabilidad de las mismas
- Reglamentar y controlar las actividades de las empresas administradoras de fondos colectivos.

## Superintendentes

### Presidentes de la CONASEV
- Santiago Antúñez de Mayolo Morelli (1983-1984)
- Augusto Enrique Manfredo Mouchard Ramírez (1991-1992)
- Alberto Yagui Tomona (1993-1996)
- Javier Tovar Gil (1997-1998)
- Enrique Díaz Ortega (1999-2000)
- Carlos Eyzaguirre Guerrero (2000-2003)
- Fabiola Ruth Barriga San Miguel (2003-2004)
- Lilian Rocca Carbajal (2004-2006)
- Nahil Hirsh Carrillo (2007-2010)
- Michel Canta Terreros (2010-2011)

### Superintendentes
- Lilian Rocca (2011-2017)
- José Manuel Jesús Peschiera Rebagliati (2017-2023)
- Lorena de Guadalupe Masías Quiroga (2023-)